# Васильева, Евдокия Пантелеевна
Евдокия Пантелеевна Васильева (1930 год, село Новая Шульба, Бородулихинский район, Восточно-Казахстанская область — 22 октября 1995 год, Витебск, Белоруссия) — бригадир-закройщица Семипалатинской обувной фабрики, Казахская ССР. Герой Социалистического Труда (1960).
Родилась в крестьянской семье в 1930 году в селе Новая Шульба. С 1947 года трудилась портной-закройщицей, бригадиром закройщиц Семипалатинской обувной фабрики.
В ознаменование 50-летия Международного женского дня, за выдающиеся достижения в труде и особо плодотворную общественную деятельность удостоена звания Героя Социалистического Труда указом Президиума Верховного Совета СССР от 7 марта 1960 года с вручением ордена Ленина и золотой медали «Серп и Молот».
Избиралась депутатом областного Семипалатинского и городского советов народных депутатов.